# Ratchet i Clank
Ratchet i Clank (ang. Ratchet & Clank) – amerykańsko-kanadyjski film animowany z 2016 roku w reżyserii Jericci Cleland i Kevina Munroe. Wyprodukowany przez Focus Features.
Światowa premiera filmu miała miejsce we Francji 15 maja 2015 roku, na festiwalu Filmowy w Cannes natomiast w Stanach Zjednoczonych odbędzie się 29 kwietnia 2016 roku. Premiera filmu w Polsce odbyła  się 22 kwietnia 2016 roku. Film oparty na grze pod tym samym tytułem, która dała początek serii.

## Fabuła
Po zdewastowaniu własnej planety, złoczyńca Drek wraz z armią posłusznych mu Blargów wyrusza na podbój kolejnych światów. Nieoczekiwanie na jego drodze staje para najbardziej zdumiewających bohaterów, jakich kiedykolwiek widział kosmos. To przedstawiciel legendarnej rasy Lombaxów – Ratchet oraz jego wierny druh Clank – mały robot o wielkim sercu i potężnym intelekcie. Aby ocalić wszechświat, Ratchet i Clank dołączą do Strażników Galaktyki, wyjątkowej grupy dowodzonej przez samozwańczego superbohatera – Kapitana Qwarka. Razem zrobią wszystko, by powstrzymać Dreka przed podbojem malowniczej Galaktyki Solana. A przy okazji odkryją, czym są przyjaźń, honor i prawdziwa odwaga.

## Obsada
- James Arnold Taylor jako Ratchet
- David Kaye jako Clank
- Jim Ward jako kapitan Qwark
- Paul Giamatti jako Drek
- Andrew Cownden jako Zed
- Armin Shimerman – jako dr Nefarious
- John Goodman – Grimroth
- Sylvester Stallone – Victor Von Ion
- Bella Thorne – Cora
- Rosario Dawson – Elaris
- Vincent Tong – Brax

## Wersja polska
Opracowanie: Studio PRL na zlecenie Kino Świat

Reżyseria: Dariusz Błażejewski

Dialogi: Arek Darkiewicz

Nagrania: Jerzy Pieniążek

Montaż dialogów: Kamil Sołdacki

Zgranie dźwięku 5.1: Aleksander Cherczyński – Studio PRL

Kierownictwo produkcji: Maciej Jastrzębski

Lektor: Tomasz Knapik
Głosów użyczyli:

- Maciej Musiał – Ratchet
- Jerzy Kryszak – Clank
- Łukasz Nowicki – Qwark
- Waldemar Barwiński – Drek
- Mirosław Wieprzewski – doktor Nefarious
- Grzegorz Kwiecień – Brax
- Karolina Kalina – Elaris
- Anna Sroka-Hryń – Cora
- Grzegorz Hyży – Zed
- Jacek Król – Victor
- Piotr Bąk – Grimroth
- Włodzimierz Press – pan Micron
- Dariusz Toczek – Dallas Wannamaker
- Julia Kołakowska – Juanita Alvaro
- Karol Wróblewski – Ollie
- Janusz Wituch – Zurkon
- Dariusz Odija – Inspectobot / Warbot
- Przemysław Buchelt – Blarg
- Maciej Jachowski – Blarg
- Cezary Nowak – zwiadowcy Solana
- Katarzyna Skolimowska – mama Stanleya
- Piotr Warszawski
- Joanna Pach
- Mikołaj Klimek
- Wojciech Machnicki
- Jarosław Domin

i inni